# 아프리카계 콜롬비아인

2005년 콜롬비아 인구조사에 따른 지자체별 아프리카계 콜롬비아인 비율
72.7–100%
45.0–72.6%
20.4–44.9%
5.8–20.3%
0.0–5.7%
데이터 없음

아프리카계 콜롬비아인(Afro-Colombians, Afrocolombianos) 또는 콜롬비아 흑인은 사하라 이남 아프리카의 혈통을 주로 가진 콜롬비아인을 가리킨다. 콜롬비아는 오늘날 남미에서 가장 큰 아프리카계 인구를 보유하고 있는 국가 중 하나인데, 정부 추산에 따르면 국가 인구의 약 10%가 아프리카계로 분류된다. 이들은 16세기 초부터 노예로서 아프리카 대륙의 다양한 지역에서 유입된 인구로, 특히 태평양 연안과 카리브해 연안에 많다.

## 같이 보기
- 아프리카계 라틴아메리카인
- 콜롬비아 원주민